# Rafik Saïfi
Rafik Saïfi, né le 7 février 1975 à Alger, est un footballeur international algérien, retraité depuis 2012 et qui évoluait au poste d'attaquant. Il a été sacré, Ballon d'Or algérien en 2008. Il compte soixante quatre sélections en équipe d'Algérie entre 1998 et 2010. Il collabore à la chaîne sportive qatarie: BeIn Sports en tant que consultant.

## Biographie
Rafik Saïfi commence sa carrière professionnelle au club du MC Alger, où il evoluait de 1997 à 1999. 
Il signe à ES Troyes AC avant le début de la saison 1999-2000, il y passe cinq saisons, dispute 110 matchs et marque 19 buts. En 2004, il inscrit un but d'anthologie face au PSG. Il quitte ES Troyes AC en août 2004 à cause de différends avec son entraîneur ; il opte alors pour le FC Istres où il passe une saison et marque seulement 4 buts.
Il est sélectionné pour la première fois avec l'équipe d'Algérie, le 5 juin 1998 face à la Bulgarie (0-2). Il inscrit son 1er but avec l'équipe nationale, le 23 février 1999 face au Liberia (1-1). 
En 2005, il décide de reprendre sa carrière internationale qu'il avait arrêtée après la non-qualification de l'Algérie pour la CAN 2006. Il signe par ailleurs à l'AC Ajaccio où il ne reste qu'une seule saison (2005-2006). Il effectue sa pire saison en n'inscrivant que 2 buts. 
En 2006, il joue au FC Lorient où il inscrit 7 buts. Cette même année, il participe aux éliminatoires de la CAN 2008. L'équipe d'Algérie réussit un meilleur parcours qu'en 2006 mais se fait coiffer sur le poteau par la Guinée. Il reste à Lorient pour la saison 2007-2008 où il réalise sa meilleurs saison en inscrivant 14 buts, ce qui lui vaudra d'être sollicité par plusieurs clubs étrangers et notamment espagnols. Il participe grandement à la belle saison du FC Lorient et est d'ailleurs sacré Ballon d'or algérien et DZFoot d'Or.
Au mercato d'été 2009, il signe pour quatre millions et demi au club qatari d'Al Khor pour deux saisons, mais il est prêté en janvier 2010 au FC Istres, l'un de ses anciens clubs. Le 27 juin 2010, après la Coupe du monde de football de 2010, il annonce sur la chaîne tunisienne Nessma qu'il met un terme à sa carrière internationale. Le 14 juillet 2010, il résilie son contrat à l'amiable avec Al-Khor. Il est condamné à une amende de 3000 Francs suisses par la FIFA en septembre 2010 après avoir giflé la journaliste Asma Halimi à la fin du match entre l'Algérie et les États-Unis, défaite éliminant l'Algérie en phase de poules. 
En novembre 2010, il signe un contrat avec l'Amiens SC pour les aider à remonter en L2. Le 18 mai 2012, il arrête sa carrière au stade de l'Aube à Troyes où il joue son dernier match avec Amiens SC.
Il a joué son dernier match en sélection nationale algérienne, lors du troisième match de poule à la coupe du monde 2010 face aux USA (rentré à la 84e minute), l'Algérie perd par 1 à 0 et se voit éliminée de la compétition.

## En sélection nationale
| Saison                | Sélection             | Phases finales               | Phases finales | Phases finales | Éliminatoires CDM | Éliminatoires CDM | Éliminatoires CAN | Éliminatoires CAN | Matchs amicaux | Matchs amicaux | Total | Total |
| Saison                | Sélection             | Compétition                  | M              | B              | M                 | B                 | M                 | B                 | M              | B              | M     | B     |
| --------------------- | --------------------- | ---------------------------- | -------------- | -------------- | ----------------- | ----------------- | ----------------- | ----------------- | -------------- | -------------- | ----- | ----- |
| 1997-1998             | Algérie               | CAN 1998                     | -              | -              | -                 | -                 | -                 | -                 | 1              | 0              | 1     | 0     |
| 1998-1999             | Algérie               | -                            | -              | -              | -                 | -                 | 7                 | 2                 | -              | -              | 7     | 2     |
| 1999-2000             | Algérie               | CAN 2000                     | 3              | 0              | 3                 | 2                 | -                 | -                 | 2              | 2              | 8     | 4     |
| 2000-2001             | Algérie               | -                            | -              | -              | 2                 | 0                 | 3                 | 2                 | -              | -              | 5     | 2     |
| 2001-2002             | Algérie               | CAN 2002                     | 2              | 0              | -                 | -                 | -                 | -                 | 3              | 1              | 5     | 1     |
| 2002-2003             | Algérie               | -                            | -              | -              | -                 | -                 | -                 | -                 | 3              | 0              | 3     | 0     |
| 2003-2004             | Algérie               | CAN 2004                     | -              | -              | -                 | -                 | -                 | -                 | -              | -              | 0     | 0     |
| 2004-2005             | Algérie               | -                            | -              | -              | 3                 | 0                 | -                 | -                 | 2              | 2              | 5     | 2     |
| 2005-2006             | Algérie               | -                            | -              | -              | 2                 | 0                 | -                 | -                 | -              | -              | 2     | 0     |
| 2006-2007             | Algérie               | -                            | -              | -              | -                 | -                 | 4                 | 1                 | 2              | 2              | 6     | 3     |
| 2007-2008             | Algérie               | -                            | -              | -              | 3                 | 0                 | 1                 | 1                 | 2              | 0              | 6     | 1     |
| 2008-2009             | Algérie               | -                            | -              | -              | 4                 | 2                 | -                 | -                 | 0              | 0              | 4     | 2     |
| 2009-2010             | Algérie               | CAN 2010+Coupe du monde 2010 | 3+2            | 0+0            | 4                 | 1                 | -                 | -                 | 3              | 0              | 12    | 1     |
| Total sur la carrière | Total sur la carrière | Total sur la carrière        | 10             | 0              | 21                | 5                 | 15                | 6                 | 18             | 7              | 64    | 18    |

## Palmarès
MC Alger
- Championnat d'Algérie (1) :
  - Champion : 1999

- Coupe de la Ligue d'Algérie (1) : 
  - Vainqueur : 1998

Trophée divers
- Tournoi de la Concorde Civile
  - Vainqueur : 1999.

 ES Troyes AC
- Coupe Intertoto (1) :  
  - Vainqueur : 2001

## Distinctions personnelles
- Membre de l'équipe type de la Coupe d'Afrique des nations : 2002

- Ballon d'or Algerien en 2008
- DZFoot d'or : 2007, 2008